# Darío Cvitanich
Darío Cvitanich (horvátul: Dario Cvitanić; Buenos Aires, 1984. május 16. –) argentin labdarúgó, az egyesült államokbeli Miami FC csatára. A 2008-as argentin Clasura gólkirálya. Rendelkezik horvát állampolgársággal is.

## Sikerei, díjai
Ajax
- Holland labdarúgókupa: 2009–10
- Holland bajnokság: 2010–11